# سیارک ۲۳۰۱۵۵
سیارک ۲۳۰۱۵۵ (به انگلیسی: 230155 Francksallet، نامگذاری:2001QC111)۲۳۰۱۵۵مین سیارک کشف شده‌است که در ۲۶ اوت ۲۰۰۱ کشف شد.